# Sexuella hjälpmedel
| Sexuella hjälpmedel |
| --- |
| Samling av sexuella hjälpmedel (främst olika dildoar). - Betydelse – verktyg och preparat som syftar till sexuell stimulans - Exempel – analplugg, dildo, glidmedel, lösvagina, vibrator - Relaterat begrepp – erotica |

Sexuella hjälpmedel (sexhjälpmedel) är verktyg och preparat med syfte att skapa, underlätta eller förstärka sexuell stimulans. Många av verktygen marknadsförs under benämningen sexleksaker.
I vidare betydelse kan även erotica ses som sexuella hjälpmedel.

## Olika typer
Sexuella hjälpmedel är en bred term för en mängd olika typer av verktyg och preparat. Glidmedel används för att underlätta bland annat onani och penetration, för att minska friktion och uppkomsten av sprickor i mänsklig vävnad. I samband med stimulans av könsorganen – både under onani och samlag – kan vibratorer, dildoar, analpluggar och analkulor underlätta, som komplettering av stimulans med fingrar eller partnerns könsorgan. En relativt nyutvecklad typ av sexleksak för kvinnor är luft- och ljudtrycksvibratorer som är särskilt anpassade för att stimulera klitorisollonet; de marknadsförs med namn som satisfyer eller womanizer. För stimulans av penisen och underlättande av erektion finns bland annat pubisringar, sexdockor, lösvaginor och penispumpar.
Utbudet av manliga sexleksaker har länge varit betydligt mindre än utbudet för kvinnor, men det har ändrats under dem senare åren. Två nya manliga sexleksaker är avsugningsmaskiner, en form av automatisk lösvagina som stimulerar penisen likt oralsex, samt manliga lufttrycksvibratorer som stimulerar baksidan av ollonet, kallat frenulum, tills man får helkroppsliga orgasmer.
Sexuella hjälpmedel behöver inte alltid vara specifikt utvecklade för sexuella ändamål. Exempel på vardagsprodukter som kan nyttjas även i sexuella sammanhang är kokosolja (som glidmedel), lämpligt formade frukter (med vissa hälsorisker), vattenstrålar från duschmunstycket och eltandborstar (en sorts vibratorer). I samband med sexuella rollspel och BDSM-aktiviteter används ibland ögonbindlar, handklovar, piskor, rep eller kedjor.
Även erotica, det vill säga olika typer av sexuella skildringar, kan användas som sexuella hjälpmedel. Erotiska skildringar i form av upphetsande texter, bilder, filmer eller ljud kan trigga ens erotiska fantasier. Pornografi används av många män och kvinnor för att öka den sexuella upphetsningen i samband med onani.

## Tillverkare (urval)
Svenska RFSU har tillverkning och försäljning av sexuella hjälpmedel som en viktig del av sin verksamhet. Bland annat har man deltagit i utvecklingen av sexuella hjälpmedel åt personer med olika typer av funktionsnedsättning. Detta gör man parallellt med försäljningen av preventivmedel.
På senare år har utbudet av sexleksaker ökat. Detta kopplas bland annat ihop med den ökade uppmärksamheten kring kvinnlig onani och "orgasmglappet" – problemet för många kvinnor att nå orgasm.